# Mikrobiom
Mikrobiom, mikrobiota – ogół mikroorganizmów występujących w danym siedlisku. Obejmuje bakterie, grzyby, archeony czy wirusy (wirom). Termin mikrobiom zaproponował Joshua Lederberg na przełomie XX i XXI w., nawiązując zwłaszcza do słów genom i proteom. Ponieważ większość organizmów mikrobioty (zwłaszcza bakterie, grzyby mikroskopijne i niektóre protisty) niegdyś zaliczano do roślin, termin ten jest bliskoznaczny z terminem mikroflora. Z kolei w przypadku mikrobioty glebowej odnosi się w znacznej mierze do mikrofauny. W odróżnieniu od pojęcia mikroflory fizjologicznej, obejmuje on wszystkie mikroorganizmy, nie wyłączając chorobotwórczych. W pewnych ujęciach przyjmuje się rozróżnienie pojęć mikrobiota i mikrobiom, ten pierwszy termin stosując do zespołu organizmów, a drugi do zespołu ich genomów.

## Fałszywe wyniki
Spadające koszty sekwencjonowania DNA umożliwiły badanie mikrobiomów bez namnażania w kulturach hodowlanych (zob. Kultura tkankowa, kultura komórkowa). Jednakże odczynniki i zestawy używane do wykrywania DNA zawierają DNA jako zanieczyszczenia. Zanieczyszczenia te dominują w wynikach badań próbek o niskiej biomasie mikrobów. Zanieczyszczenia różnią się między różnymi laboratoriami przeprowadzającymi sekwencjonowanie. W wielu publikacjach o mikrobiomach, opartych na sekwencjonowaniu DNA, brak ocen zawartości DNA w próbkach i procedur identyfikujących zanieczyszczenia, w tym sekwencjonowania prób kontrolnych.

## Mikrobiom człowieka

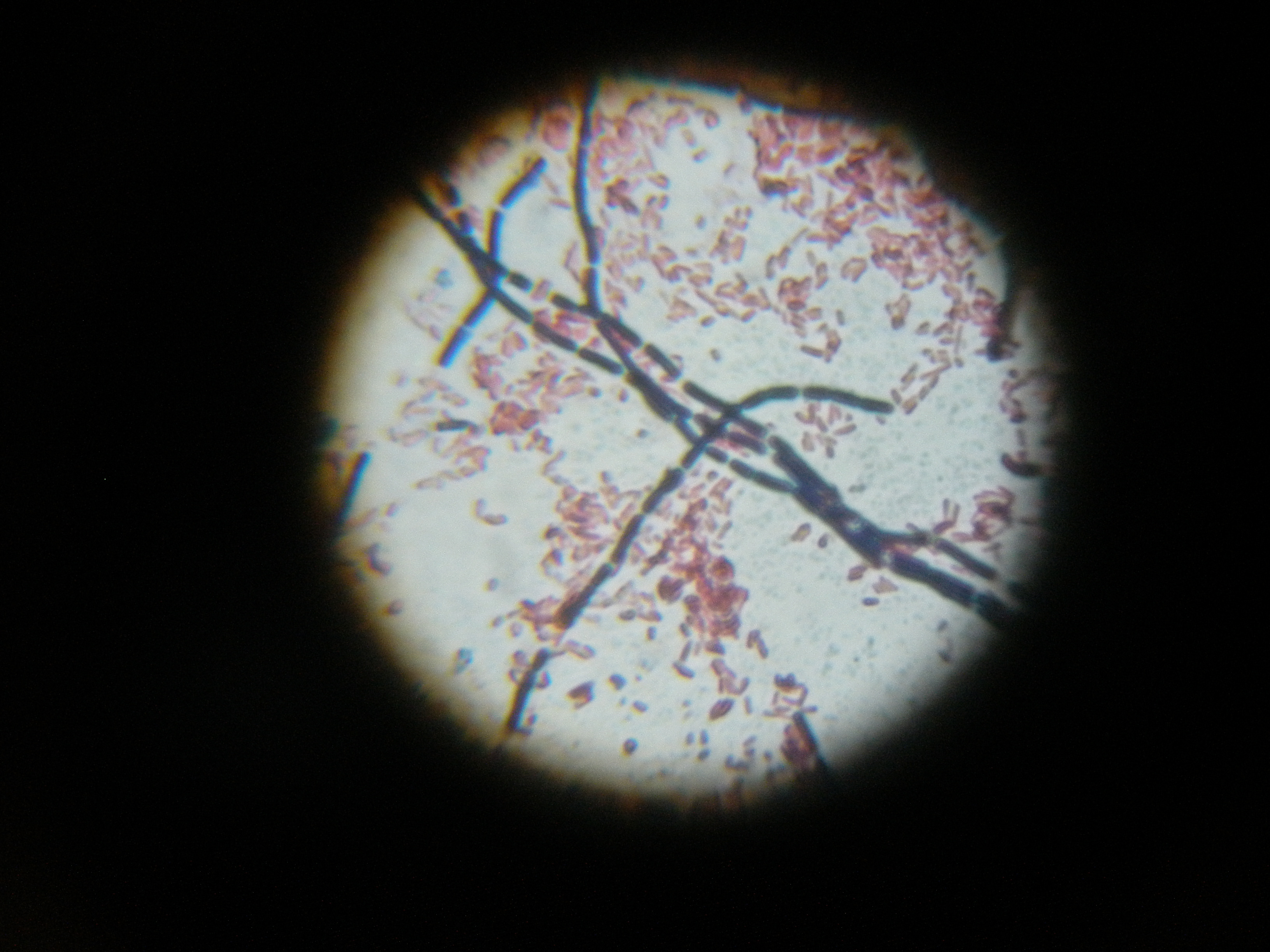
Escherichia coli i Bacillus cereus – dwa gatunki mogące wchodzić w skład ludzkiego mikrobiomu, pierwszy zwykle nieszkodliwy, drugi często wywołujący zatrucia pokarmowe

Jednym ze środowisk zasiedlanych przez mikroorganizmy jest ciało człowieka oraz światło jego przewodu pokarmowego czy dróg oddechowych. Specyficzne mikrobiomy można wyróżnić m.in. dla jamy ustnej, jamy nosowej, uszu, pochwy, jelit, płuc, włosów i skóry. Według szacunków mikrobiom u zdrowego dorosłego człowieka może osiągać masę 2–3 kg, a na jedną komórkę ludzką może przypadać 1-10 komórek mikroorganizmów.

### Znaczenie
- pomoc w trawieniu pokarmu[1],
- produkcja witamin[1],
- udostępnianie minerałów[1],
- rozkładanie toksyn[1],
- ochrona przed chorobami (wypieranie bądź zabijanie patogenów)[1],
- wpływ na węch[1],
- pomoc w sterowaniu wzrostem organów[1],
- szkolenie komórek systemu immunologicznego[1],
- wpływ na rozwój układu nerwowego (być może także na zachowanie)[1].

### Czynniki od których zależy skład mikrobiomu
Każdy człowiek ma charakterystyczny dla siebie mikrobiom. Jego skład zależy od (przykłady):
- genów[1],
- miejsc pobytu[1],
- przyjmowanych leków[1],
- chorób[1],
- pożywienia[1],
- kontaktów międzyludzkich[1],
- wieku (stabilizuje się ok. 3 roku życia)[1],
- części ciała (przykładowo: skóra – Propionibacterium, Corynebacterium, Staphylococcus; przewód pokarmowy – Bacteroides; pochwa – Lactobacillus, jama ustna – Streptococcus)[1].

### Mikrobiom przewodu pokarmowego
Pionierem badań nad bakteriami bytującymi w przewodzie pokarmowym był Arthur Isaac Kendall.
Najczęściej podaje się, że liczba komórek mikroorganizmów (prokariotycznych i eukariotycznych) zasiedlających ludzki przewód pokarmowy jest mniej więcej dziesięciokrotnie większa niż liczba jego własnych, budujących organizm, komórek. Jednak nowsze szacunki sugerują, że uwzględniając komórki krwi i niejednolitą kolonizację przewodu pokarmowego należy przyjąć stosunek komórek ludzkich do bakteryjnych jako około jeden do jednego. Daje to w zależności od tego czy metoda szacowania przyjmuje równomierną kolonizację przewodu pokarmowego, czy uwzględnia znaczną różnicę pomiędzy jego początkowym, a końcowym odcinkiem od 3,8·1013 do 1014 mikroorganizmów o liczbie genów co najmniej stokrotnie większej niż liczba genów człowieka. Geny te są zaangażowane m.in. w metabolizm węglowodanów, aminokwasów, ksenobiotyków, wytwarzanie witamin i izoprenoidów, jak również metanogenezę. Według niektórych badaczy uzasadnia to stwierdzenie, że ludzki metabolizm należy traktować jako zespół, na który składa się zarówno metabolizm samego człowieka, jak i jego mikrobiomu, czyli stosować podejście metagenomowe, a więc odnoszące się do zespołu genomów.
Jednym z większych przedsięwzięć badawczych związanych z mikrobiomem jest Human Microbiome Project (HMP) finansowany przez amerykańskie Narodowe Instytuty Zdrowia. Bywa on metaforycznie określany jako drugi Projekt poznania ludzkiego genomu, gdyż jest w pewnym sensie jego uzupełnieniem. Ma on na celu zbadanie związków między mikrobiomami ludzi a ich stanem zdrowia (jako że jest projektem medycznym), a jednocześnie wypracowanie standardów tego typu badań. Ma to usprawnić projektowanie badań dotyczących zmienności mikrobiomu w zależności od miejscowej populacji, genotypu, chorób, wieku, odżywienia, leczenia i środowiska.
Różne trwałe układy mikrobiomów jelitowych różnicujące gospodarzy określane są jako enterotypy. Warunki, od których zależy ogólny skład enterotypu są nieznane – jest on niezależny od takich czynników jak wiek, BMI czy płeć, jednak niektóre jego składniki mogą być z nimi związane. Przykładowo, jeden z elementów enterotypu zależy bezpośrednio od długoterminowej diety – u osób odżywiających się pokarmem o dużej zawartości białka i tłuszczu zwierzęcego (mięsnym) charakterystycznym elementem mikrobiomu kałowego jest bakteria Bacteroides, podczas gdy u osób odżywiających się pokarmem o dużej zawartości węglowodanów – Prevotella. Doraźna zmiana diety wpływa dość szybko (w ciągu doby) na szczegółowy skład mikrobiomu, podczas gdy charakterystyczny enterotyp pozostaje stały przez co najmniej 10 dni.
W przypadku zakażenia jelit przez Clostridium difficile jedną z metod leczenia jest przeszczep fekalny polegający na wprowadzeniu do jelit właściwego mikrobiomu od zdrowego dawcy. W świetle aktualnej wiedzy medycznej, przeszczep mikroflory jelitowej od żywego, zdrowego dawcy jest najbardziej skuteczną i najbezpieczniejszą z opcji terapeutycznych w przypadku nawracających lub opornych na leczenie antybiotykami zakażeń Clostridium difficile

### Mikrobiom a immunoterapia nowotworowa
Na stan zdrowia i choroby ludzkiego organizmu może mieć wpływ relacja między komórkami własnymi, a bytującymi w ciele mikroorganizmami. Metagenom reguluje proces zapoczątkowujący powstawanie nowotworów, ich rozwój i odpowiedź na terapię. Symbioza między nabłonkowymi barierami ludzkiego organizmu, a ekosystemem mikroorganizmów ma znaczący wpływ na system odpornościowy, wpływając na wyniki terapii nowotworów u pacjentów onkologicznych. Skuteczność immunoterapii z użyciem przeciwciał regulujących system odpornościowy może być zmniejszona przy stosowaniu antybiotyków.

## Mikrobiom innych organizmów
Przykłady znaczenia u zwierząt:
- umożliwiają trawienie celulozy u większości roślinożerców (np. termity, jeleniowate, antylopy, owce, krowy)[1],
- samice dudków pokrywają jaja wydzieliną w gruczołu kuprowego zawierającą bakterie hamujące wnikanie do wnętrza jaja patogenów[1][17],
- bakterie mrówek tnących liście pomagają utrzymać w czystości uprawiane grzyby[1][18],
- rybom należącym do rodziny rozdymkowatych ich mikrobiom pomaga w produkcji tetrodotoksyny[1][19],
- mikrobiom śliny stonki ziemniaczanej hamuje reakcje obronne zjadanych roślin[1][20],
- bakterie bioluminescencyjne ryb kardynałkowatych pomagają wabić pokarm[1][21],
- bakterie obecne w ślinie mrówkolwa wytwarzają toksyny paraliżujące ofiary zwierzęcia[1][22],
- glony zooskantelle dostarczają produkty fotosyntezy koralowcom[1],

Przykłady znaczenia u roślin:
- kukurydza potrafi wykorzystać mikrobiom gąsienic jej szkodnika (Spodoptera frugiperda) do spowodowania uszkodzeń jelita[23][24],
- duża liczba bakterii na pszenicy ozimej poprawia jej plonowanie i ogranicza grzybice (septoriozy)[25],
- grzyby (Cryptococcus, Rhodotorula) siewek pszenicy wspomagają jej odporność czynną[25].

## Mikrobiomy innych poziomów organizacji
Przedsięwzięcie naukowe polegające na zebraniu danych z zakresu mikrobiologii środowiskowej określane jest jako Earth Microbiome Project (dosłownie: Projekt ziemskiego mikrobiomu). Został on zaproponowany w lipcu 2010 roku na konferencji Terabase Metagenomics w amerykańskim kurorcie Snowbird. Pierwsze spotkanie tego projektu miało miejsce w Argonne National Laboratory 6 października 2010 roku i miało na celu przedyskutowanie priorytetów wyboru próbek do analizy (sekwencjonowania materiału genetycznego i analiz metagenomu).